# Salve (torpilleur)
Pour les articles homonymes, voir Salve.
La Salve est une canonnière torpilleur française des années 1880, l’un des huit navires de classe Bombe. Elle est lancée le 6 février 1886 aux chantiers Claparède du Petit-Quevilly, et mise en service dans la Marine nationale française en 1890. Le navire a été rayé de la liste de la marine en 1906 et mis au rebut.

## Conception
Les canonnières torpilleurs de classe Bombe ont été conçues comme de petits trois-mâts à cheminée unique (initialement gréés), avec des étraves en forme de bélier, des poupes saillantes et des côtés inclinés vers l’intérieur,. La coque était en acier.
Le navire avait une longueur entre perpendiculaires de 59,2 mètres, une largeur de 5,97 mètres et un tirant d'eau de 3,17 mètres,. Le déplacement était de 395 tonnes à charge normale,, ,. Le navire était propulsé par deux moteurs à vapeur verticaux d’une puissance totale de 1800 ch, auxquels la vapeur était fournie par quatre chaudières de locomotive,. La vitesse maximale du navire à deux hélices était de 18 à 19 nœuds,. Le navire transportait au maximum 108 tonnes de charbon,.
L’armement se composait initialement de deux canons Hotchkiss de 47 mm L/40 modèle 1885, situés à l’avant et à l’arrière, et de cinq canons-revolver de 37 mm L/20 modèle 1885,. Le navire était équipé de deux tubes lance-torpilles simples de 350 mm situés au-dessus de l’eau,.
Le blindage ne concernait que la superstructure, et avait 13 mm d’épaisseur,.
L’équipage se composait de 70 officiers, officiers mariniers et matelots,,,.

## Carrière
La Salve a été construite au chantier naval Claparède,. Elle a été mise en chantier en 1884 et lancée le 6 février 1886,.
La Salve est commissionnée dans la Marine nationale en 1890,. Dans les années 1890, les chaudières de locomotives problématiques sont remplacées par des chaudières Guyot-du Temple ,. L’armement du navire a également été modernisé, des canons de 47 millimètres étant montés sur des affûts à la place de deux canons-revolver de 37 mm. Le navire a été désarmé en 1906 et par la suite mis à la ferraille,. La Salve a été vendue à Brest le 25 octobre 1906 à M. Guilhaumon de Lorient. Elle a été remorquée vers Lorient mi-novembre 1906 et démantelée au bassin de Commerce .